# Гималаи
Гимала́и (санскр. हिमालयः, IAST: himālayaḥ «обитель снегов», хинди हिमालय, непальск. हिमालय, тиб. ཧི་མ་ལ་ཡ, кит. упр. 喜马拉雅山脉, кит. упр. 雪域山脉, урду ہمالیہ‎ и англ. Himalayas) — высочайшая горная система Земли. Гималаи расположены между Тибетским нагорьем (на севере) и Индо-Гангской равниной (на юге). Резко выражен климатический и природный рубеж между горными пустынями Центральной Азии и тропическими ландшафтами Южной Азии.
Гималаи раскинулись на территории Индии, Непала, Тибетского автономного района Китая, Пакистана, Бутана и Мьянмы. Предгорья Гималаев также занимают крайнюю северную часть Бангладеш.
Горная система Гималаев на стыке Центральной и Южной Азии имеет свыше 2900 км в длину и около 350 км в ширину. Площадь составляет приблизительно 650 тыс. км². Средняя высота гребней около 6 км, максимальная 8848 м — гора Джомолунгма (Эверест). Здесь находится 10 (из 14 на всей планете) восьмитысячников — гор высотой более 8000 м над уровнем моря.
На северо-западе от Гималаев находится другая высочайшая горная система — Каракорум. Долина Брахмапутры отделяет Гималаи от Трансгималаев. Граница между Гималаями и Сино-Тибетскими горами проходит вблизи самой северной точки Мьянмы.
Население в основном занимается земледелием, хотя климат позволяет выращивать лишь несколько видов злаков, картофель и некоторые другие овощи. Поля расположены на наклонных террасах.

## Этимология
У древних греков и римлян Гималаи назывались Имаус (Имаос). Название от непальского химал — «снежная гора»; Гималаи — обобщающее название многих отдельных «хималов», имеющих собственные названия. По оценке Е. М. Поспелова, распространенное толкование названия Гималаи как «обитель снегов» недостаточно точно.

## География
Гималаи возвышаются над Индо-Гангской равниной 3 ступенями, образующими горы Сивалик (Предгималаи), Малые Гималаи (хребет Пир-Панджал, Дхаоладхар и другие) и отделённые от них цепочкой продольных впадин (долина Катманду, Кашмирская долина и другие) Большие Гималаи, которые подразделяются на Ассамские, Непальские, Кумаонские и Пенджабские Гималаи.
Вершины более 8 км над уровнем моря составляют Большие Гималаи, самые низкие перевалы в них расположены на высотах более 4 км. Для Больших Гималаев характерны гребни альпийского типа, огромные высотные контрасты, мощное оледенение (площадь свыше 33 тысяч км²). С востока эту гряду ограничивает долина Брахмапутры, а с запада — Инда (эти мощные реки с трёх сторон охватывают всю горную систему). Крайней замыкающей северо-западной вершиной Гималаев является Нанга-Парбат (8126 м), восточной — Намджагбарва (7782 м).
Вершины Малых Гималаев в среднем достигают 2,4 км, и только в западной части — 4 км над уровнем моря.
Самая низкая гряда, Сивалик, тянется вдоль всей горной системы от Брахмапутры до Инда, нигде не превышая 2 км.
В Гималаях берут начало основные реки Южной Азии — Инд, Ганг, Брахмапутра.
Гималаи — район международного альпинизма (главным образом в Непале).

### Территории
Географически Гималаи расположены на Индийском субконтиненте. Список стран и территорий, через которые проходят Гималаи:
- Индия
  - Ладакх (спорная территория)
  - Аруначал-Прадеш (спорная территория)
  - Химачал-Прадеш
  - Мегхалая
  - Мизорам
  - Нагаленд
  - Сикким
  - Трипура
  - Уттаракханд
  - Дарджилинг в Западной Бенгалии
- Афганистан
- Бутан
- Китай
  - Аксайчин (спорная территория)
  - Тибет/Южный Тибет
  - Долина Шаксгама (спорная территория)
- Мьянма
  - Качин
- Непал
- Пакистан
  - Азад Кашмир (спорная территория)
  - Гилгит-Балтистан (спорная территория)
  - Афгания

### Климат
Гималаи отделяют Индийскую низменность от Тибетского нагорья. Южные склоны гор находятся под воздействием сезонных ветров — муссонов. Летом здесь выпадают обильные осадки — в восточной части до 4 м, в западной — до 1 м осадков в год. В свою очередь, северные склоны находятся в сфере действия континентального климата, холодного и сухого.
Высоко в горах морозы летом превышают −25 °C, а зимой температура падает до −40 °C. Здесь также часто наблюдаются ураганные ветры со скоростью до 150 км/ч и резкое изменение погоды.

### Ледники
Общая площадь ледников в Гималаях составляет 33 000 км², а объём снега в них — около 6 600 км³. Ледники расположены главным образом вокруг наиболее крупных горных массивов и самых высоких вершин. Наиболее протяжённые ледники — Ганготри и Зема (26 км), а также Ронгбук, расположенный на северном склоне горы Джомолунгма.
Ледяные ущелья, ледопады и зоны расщелин в ледниках постоянно меняются. Обширные поля зернистого снега (фирн) встречаются редко, так как их образованию препятствуют отвесные склоны. Талые ледниковые воды питают большие реки — Ганг, Инд и Брахмапутру.
На западе Гималаев высота снеговой линии составляет примерно 5000 м на южных склонах и 5700—5900 м на северных. На востоке Гималаев снеговая граница на южных склонах находится на высоте 4500—4800 м, а на северных — 6100 м. Ледники имеют преимущественно дендритовый (или гималайский) тип, они спускаются на 1300—1600 м ниже снеговой линии.

### Растительность
В Гималаях ясно видно ярусное распределение растительности: снизу вверх сменяются тераи (заболоченные джунгли), вечнозелёные тропические, лиственные, хвойные, смешанные леса, альпийские луга.
На северных, более сухих склонах, где влияние муссона ослабевает, доминируют горные степи и полупустыни. У подножия гор раскинулись сухие саванные и хвойные леса, а далее — несколько более густые лиственные. В предгорьях западных Гималаев растёт дерево дхак (Butea monosperma), которое даёт ценную смолу и дорогую древесину.
В восточной части до высоты 1 км склоны покрыты влажным и болотистым лесом типа джунглей под названием тераи, где растут саловые деревья (Shorea robusta) с ценной древесиной. Выше начинается зона тропического леса с бамбуком, пальмами и древовидными папоротниками.
От высот 2 км преобладают лиственные леса с дубами, магнолиями, каштанами и клёнами. Выше 2,6 км чаще встречаются хвойные деревья, в том числе гималайские сосны и кедры.
От 3,5 км до 4 км расположен ярус рододендронов и карликовых кустарников, а также высокогорных мхов. Выше 5 км — ландшафты гляциально-нивального пояса.
Граница вечных снегов проходит на высоте 4,5 км (с южной стороны) и 6 км (с северной).
На протяжении 2000–2019 гг. в Непальских Гималаях наблюдалась устойчивая тенденция к расширению лесного покрова, наиболее выраженная в среднегорном физико-географическом регионе (Middle Mountains). Анализ пространственных данных выявил кластеры интенсивного восстановления лесов («горячие точки»), превосходящие по площади аналогичные процессы в высокогорье и низменностях. Эти изменения коррелируют с социально-экономическими факторами, включая сельскую миграцию и трансформацию систем землепользования. Использование спутниковых снимков сверхвысокого разрешения (VHR) позволило уточнить временные рамки восстановления: переход от пашни к лесу фиксировался за 6–10 лет, что указывает на потенциал быстрой сукцессии при благоприятных биотических условиях. 68,8% новых лесных массивов сформировались на территориях, ранее занятых кустарниковыми формациями, тогда как 26,5% пришлось на заброшенные пахотные угодья.

### Животный мир
Животный мир Гималаев обусловлен различиями ландшафта. Луга пояса Тераи являются местом обитания вида индийский носорог (Rhinoceros unicornis). Луга альпийского пояса — место обитания вымирающего вида ирбис (Uncia uncia). В нижней части южного склона фауна индийская. На южных склонах в тропической зоне животный мир наиболее разнообразен. В лесах обитают крупные млекопитающие, пресмыкающиеся и насекомые. Фауна высокогорий близка к тибетской. На северной стороне Гималаев встречаются гималайские медведи, мускусные кабарги и различные виды антилоп, дикие лошади, дикие козы, дикие бараны, яки, горные козлы. Распространены грызуны.

## Геология
Гималаи в основном сформировались в третичном периоде олигоцена, во время альпийского орогенеза. Таким образом, это сравнительно молодые горы, состоящие из последовательных равномерных дуг с высотами, возрастающими к северу. Южные предгорья сложены преимущественно песчаниками и конгломератами, коренные склоны и осевая зона — гнейсами, кристаллическими сланцами, гранитами, филлитами и другими магматическими и метаморфическими породами. Для региона характерна резкая эрозия почвы, приводящая к появлению отвесных обрывов и горных обвалов.
Процесс роста Гималаев продолжается. В ноябре 1999 года альпинисты и учёные из Национального географического общества США, используя данные системы глобального спутникового позиционирования (GPS), установили, что высота Эвереста составляет 8850 м над уровнем моря — на 2 м выше, чем определили в середине XIX века английские топографы и картографы. Правда, власти Непала пока не признали новое число.

### Высочайшие горы
В Гималаях расположены 10 из 14 восьмитысячников мира — гор, чья высота превышает 8 км/8 тысяч метров.
Высочайшая гора Земли находится на границе Непала и Китая, Тибетский автономный район. Государственная граница двух стран проходит по линии гребня и вершину горы. Таким образом, северный склон Джомолунгмы является территорией Китая, а южный — принадлежит Непалу.
На непальском языке она называется Сагарматха, а на тибетском — Джомолунгма, что означает Божественная Мать Земли, или — Мать Богов.
Название Эверест гора получила во время первого измерения её высоты в середине XIX века, в честь Джорджа Эвереста (англ. George Everest, 1790—1866), главного геодезиста топографической службы Британской Индии.
Вершина горы находится на высоте 8848 м над уровнем моря.

## Охраняемые природные территории
На территории Гималаев расположены многочисленные природные охраняемые территории различных государств, таких как Индия, Непал, Бутан.
См. также Охраняемые территории Непала

### Национальный парк Сагарматха
Национальный парк Сагарматха расположен в Непале, в центральной части Высоких Гималаев. Его площадь составляет 1240 км². Кроме Джомолунгмы, здесь находятся восьмитысячники Лхоцзе и Чо-Ойю.
На территории парка водится много видов млекопитающих, в том числе эндемики — снежный барс (ирбис), чёрный гималайский медведь, гималайский волк и тибетская лисица. Из птиц — гималайский коршун, благородный орёл и орлан.
В 1976 году национальный парк Сагарматха включён в перечень Памятников мирового культурного и природного наследия, составленного ЮНЕСКО для сохранения природных богатств и традиционного уклада жизни народов Земли.

## Население
Первые человеческие поселения, обнаруженные в предгорьях Гималаев, датируются примерно 8000 г. до н. э. С юга регион заселяли индоарийские народности Индостана; с запада — ираноязычные и тюркские народы; с северо-востока — тибетцы.
Большинство жителей каждой из крупных долин существовало относительно независимо друг от друга, в них возникали различные государственные образования, поэтому население многих районов образовало замкнутые этнические группы. Проживающих в Ладакхе дардов, имеющих правильные средиземноморские черты лица, ряд исследователей считают наиболее прямыми потомками ариев, другие же полагают, что это потомки воинов Александра Македонского, чья армия в IV в. до н. э. достигла, насколько можно судить по дошедшим до нас источникам, долины Куллу. На территории Гималаев живут шерпы, которые пришли сюда из Западного Тибета в XV-XVI веках, очевидно, под натиском более сильных соседей.
В XIX веке Гималаи стали зоной влияния Британской империи. После обретения Британской Индией независимости и её разделения на Индию и Пакистан в 1947 г. возник Кашмирский конфликт. Запад и север бывшего княжества Джамму и Кашмир — Гилгит, Балтистан вплоть до хребта Каракорум и китайской границы — оказались оккупированы Пакистаном, в то время как восточные и северо-восточные районы, примыкающие к Тибету были оккупированы КНР.
Большинство населения северных Гималаев до настоящего времени занимается натуральным сельским хозяйством. Постоянные поселения расположены, как правило, в долинах на высотах до 3800-4000 м при наличии воды и относительно горизонтальной поверхности; вся доступная для земледелия территория террасирована и разбита на небольшие поля. Возделываются ячмень, овёс, картофель, горох, репа, морковь и ряд других культур. В наиболее благоприятных районах, таких как Лех и долина Набры, вызревают яблоки и даже абрикосы. Разводятся также куры и скот, в основном, овцы и козы. В высокогорных и/или засушливых районах единственным видом деятельности является отгонное скотоводство. Овец, коз и яков можно встретить повсюду вплоть до самой границы снега. Чисто скотоводческих селений немного, они расположены лишь в районах с наиболее суровым климатом.
Большую роль в экономике региона, особенно Ладакха, Занскара и окрестностей Манали, играет туризм. Шерпы получают дополнительный доход, участвуя в горных экспедициях. В наши дни шерпы не только носильщики, но и проводники — равноправные, опытные и хорошо экипированные партнёры исследователей Гималаев из Европы, Америки или Австралии.

### Религии
Главные религии в Гималаях — буддизм, индуизм и ислам. Данный список включает в себя несколько наиболее важных религиозных мест.
- Хемкунд — место, где медитировал последний сихский гуру Гобинд Сингх.
- Хардвар — один из семи основных священных городов индуизма.
- Бадринатх — храм, посвящённый Вишну.
- Кедарнатх — здесь расположен храм Кедарнатха — один из наиболее священных индуистских храмов.
- Ганготри — ледник, купание в водах возле него считается священным ритуалом.
- Девапрайяг — одно из «пяти священных слияний» (Панч-праяг) реки Алакананды.
- Ришикеш — здесь расположен храм Лакшманы.
- Кайлас — местообитание богов Шива и Ума.
- Амарнатх — согласно индуистской мифологии, это пещера, где Шива объяснил тайну жизни Парвати.
- Вайшно-деви — пещерный храм, является одним из священных индуистских храмов, посвящённых Шакти.

Также с Гималаями ассоциируются следующие мифические объекты:
- Снежный человек — большое человекообразное существо, возможно проживающее в Гималаях.
- Шамбала — мифическая страна в Тибете или иных окрестных регионах Азии, которая упоминается в нескольких древних текстах, в том числе в Калачакра-тантре.

## Дороги
До середины XX века единственными путями сообщения в регионе были караванные тропы, соединявшие различные гималайские долины-государства друг с другом, а также с южными и западными равнинами, Памиром, Средней Азией, Тибетом и Китаем. Такие тропы продолжают играть заметную роль и сейчас, особенно там, где нет автомобильных дорог, или тогда, когда они непроходимы.
Строительство колёсных дорог в регионе началось лишь в середине XX века с дороги Шринагар — Каргил — Лех. Долгие годы она оставалась практически единственной. Затем, в 1970-80-е годы, была построена дорога Лех — Кьеланг — Манали, пересекающая Большой Гималайский хребет и проходящая через несколько перевалов высотой более 5000 м. Тогда же были сооружены несколько ответвлений от этой дороги в сторону китайской границы и дороги Каргил — Падум. Все эти дороги открываются лишь на несколько месяцев в году, примерно с середины июня по середину октября, а в остальное время перевалы, через которые они проложены, завалены снегом. В настоящее время активное строительство дорог продолжается в Занскаре.

## Покорители
| Вершина      | Высота (м) | Страна              | Год покорения |
| ------------ | ---------- | ------------------- | ------------- |
| Джомолунгма  | 8848       | Непал/Китай (Тибет) | 1953          |
| Канченджанга | 8586       | Непал/Индия         | 1955          |
| Лхоцзе       | 8516       | Непал/Китай (Тибет) | 1956          |
| Макалу       | 8463       | Непал/Китай (Тибет) | 1955          |
| Чо-Ойю       | 8201       | Непал/Китай (Тибет) | 1954          |
| Дхаулагири   | 8167       | Непал               | 1960          |
| Манаслу      | 8156       | Непал               | 1956          |
| Нанга-Парбат | 8126       | Пакистан            | 1953          |
| Аннапурна    | 8091       | Непал               | 1950          |
| Шишабангма   | 8027       | Китай (Тибет)       | 1964          |

Первым покорённым гималайским восьмитысячником стала Аннапурна (1950).
Первое восхождение на Эверест было совершено 29 мая 1953 года шерпом Тенцингом Норгеем и новозеландцем Эдмундом Хиллари.
Первой европейской женщиной, покорившей Эверест (1978), стала польская альпинистка Ванда Руткевич (погибла в 1992 году при подъёме на Канченджангу).
Экспедиции обычно организуются весной или осенью — зимой восхождение сильно затруднено.
Весной 1982 года впервые был покорён юго-западный склон Эвереста группой из 11 советских альпинистов. Восхождение на высочайшую вершину планеты произошло трижды, на Эверест поднимались по 2-3 альпиниста, 4 альпиниста взяли его ночью.
Впервые покорить Эверест зимой (в феврале 1980 года) удалось полякам Кшиштофу Велицкому и Лешеку Тихому.
На сегодняшний день на вершину Эвереста человек поднимался уже около 1200 раз. В списке покорителей 900 фамилий (некоторые поднимались более одного раза). На вершине побывали 60-летний мужчина и 13-летний юноша, а в 1998 году — первый инвалид.
В 1956 году японец Т. Иманиши и шерп Г. Нобру впервые покорили Манаслу.
В 1996 году казахстанский альпинист Анатолий Букреев покорил сразу 4 восьмитысячника: Джомолунгму, Лхоцзе, Чо-Ойю, Шишабангму (погиб в 1997 году при подъёме на Аннапурну).
Мечтой каждого альпиниста является завоевание «Короны Земли» — покорение всех 14 восьмитысячников, 10 из которых находятся в Гималаях. Первым человеком, покорившим все 14 восьмитысячников планеты, стал в 1986 году итальянец Райнхольд Месснер. Первым альпинистом из стран СНГ, покорившим все 14 восьмитысячников планеты, стал Денис Урубко. До него таким считался украинский горовосходитель Владислав Терзыул, однако ему не засчитали предвершину Броуд-пика и Шишабангму Центральную.

### Знаменитые альпинисты
- Джордж Мэллори (1886—1924) — британский альпинист, совершивший первую попытку покорения Джомолунгмы.
- Ноэль Оделл (1890—1987) — британский альпинист, впервые покоривший совместно с Биллом Тилманом Нандадеви — высочайшую покорённую вершину до 1950 года. Последний человек, видевший Джорджа Мэллори и Эндрю Ирвина.
- Билл Тилман (1898—1977) — британский альпинист, впервые покорил совместно с Ноэлем Оделлем Нандадеви. В 1934 впервые проник в святилище Нандадеви.
- Фрэнк Смите (1900—1949) — британский альпинист, впервые покорил Камет. В составе международной группы пытался покорить Канченджангу.
- Эрик Шиптон (1907—1977) — британский альпинист. Вместе с Биллом Тилманом впервые проник в святилище Нандадеви. Обнаружил путь на Эверест через ледник Кхумбу.
- У. Ю. Мюррей (1913—1998) — автор книги «The Scottish Himalayan Expedition» (1951).
- Джон Хант (1910—1998) — руководитель первого восхождения на Эверест.
- Тенцинг Норгей (1914—1986) — вместе с Эдмундом Хиллари впервые в истории покорил Эверест.
- Морис Эрцог (1919—2012) — французский альпинист. Вместе с Луи Лашеналем стал первым человеком, покорившим восьмитысячник Аннапурну.
- Эдмунд Хиллари (1919—2008) — новозеландский альпинист, вместе с Тенцингом Норгеем впервые в истории покорил Эверест.
- Том Бордиллон (1924—1956) — член британских экспедиций на Эверест 1951, 1952, 1953 годов.
- Герман Буль (1924—1957) — впервые покорил Нангапарбат (в одиночку и без кислорода) и Броуд-Пик.
- Вилли Ансилд (1926—1979) — американский альпинист, впервые покорил Эверест с западной стороны.
- Крис Бонингтон (род. в 1934) — британский альпинист, впервые прошедший восьмитысячник (Аннапурну) по стенному маршруту (по Южной стене). Участник и руководитель девятнадцати экспедиций, в том числе четырёх на Эверест.
- Наванг Гомбу (1935—2011) — индийский альпинист. Первый человек, совершивший восхождение на Эверест дважды: в 1963 и 1965 годах.
- Райнхольд Месснер (род. в 1944) — итальянский альпинист, впервые покоривший все четырнадцать восьмитысячников.
- Ежи Кукучка (1948—1989) — польский альпинист, занимает второе место по скорости выполнения программы 14Q (все вершины восьмитысячников без кислорода).
- Эрхард Лоретан (1959—2011) — швейцарский альпинист, покоривший все четырнадцать восьмитысячников.
- Назир Сабир (род. в 1955) — пакистанский альпинист, впервые покорил два восьмитысячника (Броуд-Пик и Гашербрум II) за один раз.
- Свами Сундарананд (род. в 1926) — покорил 25 гор практически без снаряжения, автор огромной коллекции фотографий Гималаев.
- Хосе Антонио Дельгадо (1965—2006) — первый венесуэльский альпинист, покоривший пять восьмитысячников.
- Эдмунд Вистурс (род. в 1959) — единственный американский альпинист, покоривший все четырнадцать восьмитысячников.
- Пемба Дордже — шерпа, обладатель рекорда по скорости восхождения на Эверест — 8 часов 10 минут.
- Аппа Тенцинг (род. в 1960 или 1962) — непальский альпинист, 11 мая 2010 года совершил двадцать первое восхождение на Эверест — рекорд на сегодняшний день.
- Кшиштоф Велицкий (род. в 1950) — польский альпинист, пятый человек, покоривший все четырнадцать восьмитысячников. Три из них (Эверест, Канченджанга, Лхоцзе) впервые покорил зимой.

### Сложности восхождения
В связи с большой абсолютной высотой района над уровнем моря, практически все восхождения принимают так называемый высотный характер. Для восхождений такого рода к общим техническим препятствиям добавляются ещё и разреженность воздуха. В разрежённом воздухе уменьшается сопротивляемость организма, появляются проблемы с концентрацией внимания, провалы в памяти и галлюцинации, может развиться отёк мозга или лёгких (так называемая горная болезнь). Большая часть альпинистов (особенно пользующихся услугами фирм по организации восхождения) поднимаются с маленьким (обычно сделанным из титана) баллончиком с кислородом. Очень большое количество смертей обусловлено именно проблемами с горной болезнью или её проявлениями.
Выше 8 км начинается так называемая «зона смерти». Она непригодна для жизни человека — организм не в состоянии восстановить здесь силы даже после среднего расхода энергии.

## Экология
Коммерциализация туризма и альпинизма угрожает окружающей среде, особенно в районе туристических баз, расположенных у подножия гор. Размах коммерческих подъёмов на Эверест (часто с использованием техники) угрожает экосистеме Гималаев. Отходы на некогда чистейших ледниках засоряют воду, при том что половина всей питьевой воды на Земле поступает с гор.
Изменение климата может повлиять на целебные свойства некоторых из растений, произрастающих в Гималаях.

## Культурное влияние
В индуизме Гималаи персонифицированы в лице бога Химавата, упоминающегося в Махабхарате; он является богом снега. Это бог-отец Ганги и Сарасвати, а также Парвати, вышедшей замуж за Шиву.
Некоторые места Гималаев имеют религиозное значение в индуизме, джайнизме, сикхизме и буддизме. Известный пример — Такцанг-лакханг, где, как говорят, Падмасамбхава основал буддийское движение Бутана.
В Гималаях расположены многие достопримечательности тибетских буддистов, включая резиденцию Далай-ламы. В Тибете расположено более 3200 монастырей, а у тибетских мусульман здесь расположены мечети.

### В искусстве, литературе и кинематографе
- Ким — роман, написанный Джозефом Киплингом. Он повествует о мальчике, который с восторгом смотрит на британский империализм, выживая во время Большой игры.
- Шангри-Ла — вымышленная страна, находящаяся в Гималаях, описана в романе «Lost Horizon» Джеймса Хилтона.
- Тинтин в Тибете — один из альбомов бельгийского писателя и иллюстратора Эрже. Журналист Тинтин расследует крушение самолёта в Гималаях.
- Несколько уровней в Tomb Raider II и один уровень в Tomb Raider: Legend находятся в Гималаях.
- Фильм «Чёрный нарцисс» повествует об ордене монахинь, основавших монастырь в Гималаях.
- Царство золотых драконов — роман Исабель Альенды. Большая часть событий происходит в Запрещённом королевстве — вымышленном государстве в Гималаях.
- Drachenreiter — книга немецкой писательницы Корнелии Функе, рассказывающая пробрауни и дракона, путешествующих к «Краю Рая» — места в Гималаях, где обитают драконы.
- Expedition Everest — тематическая американская горка во «Всемирном центре отдыха Уолта Диснея».
- Семь лет в Тибете — фильм, снятый по мотивам одноимённой автобиографической книги Генриха Харрера, описывающей историю приключений австрийского альпиниста в Тибете в годы Второй мировой войны.
- G.I. Joe: The Movie — анимационный фильм, рассказывающий историю цивилизации Кобра-Ла, спасшейся в Гималаях после Ледникового периода.
- Far Cry 4 — Шутер от первого лица, сюжет которого рассказывает о вымышленном регионе Гималаев, где главенствует самопровозглашённый король.
- Эверест (2015) — приключенческий фильм исландского режиссёра Балтазара Кормакура. В основе фильма лежат реальные события, произошедшие в Гималаях в мае 1996 года.
- Warhammer 40,000 — настольная игра-варгейм, разработанная и издаваемая британской компанией Games Workshop. Действие игры происходит в мрачной технофэнтезийной вымышленной вселенной, где Гималаи выступают столицей Империума Человечества, одной из фракций игры.